# Planisphère de Pesaro

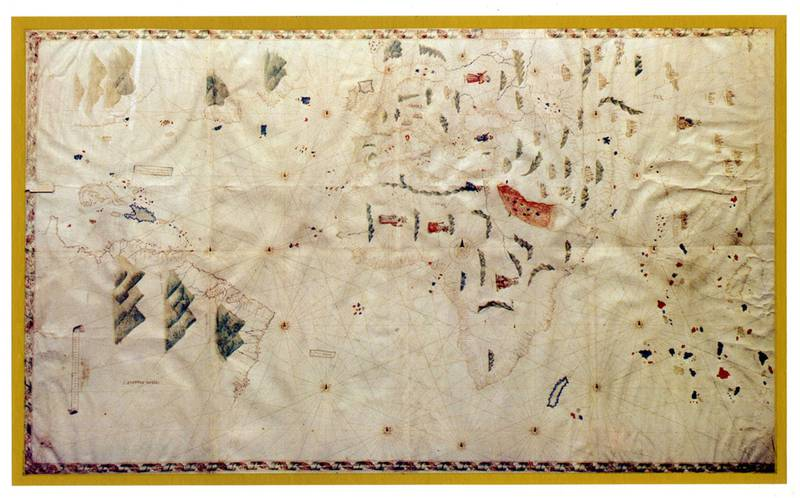
Le planisphère de Pesaro.

Le planisphère de Pesaro, dessiné vers 1505, est vraisemblablement la première carte portant la légende « Nouveau Monde », à la suite des récentes découvertes des Portugais et des Espagnols. Il se trouve à la Biblioteca e Musei Olivierani à Pesaro, en Italie.

## Description

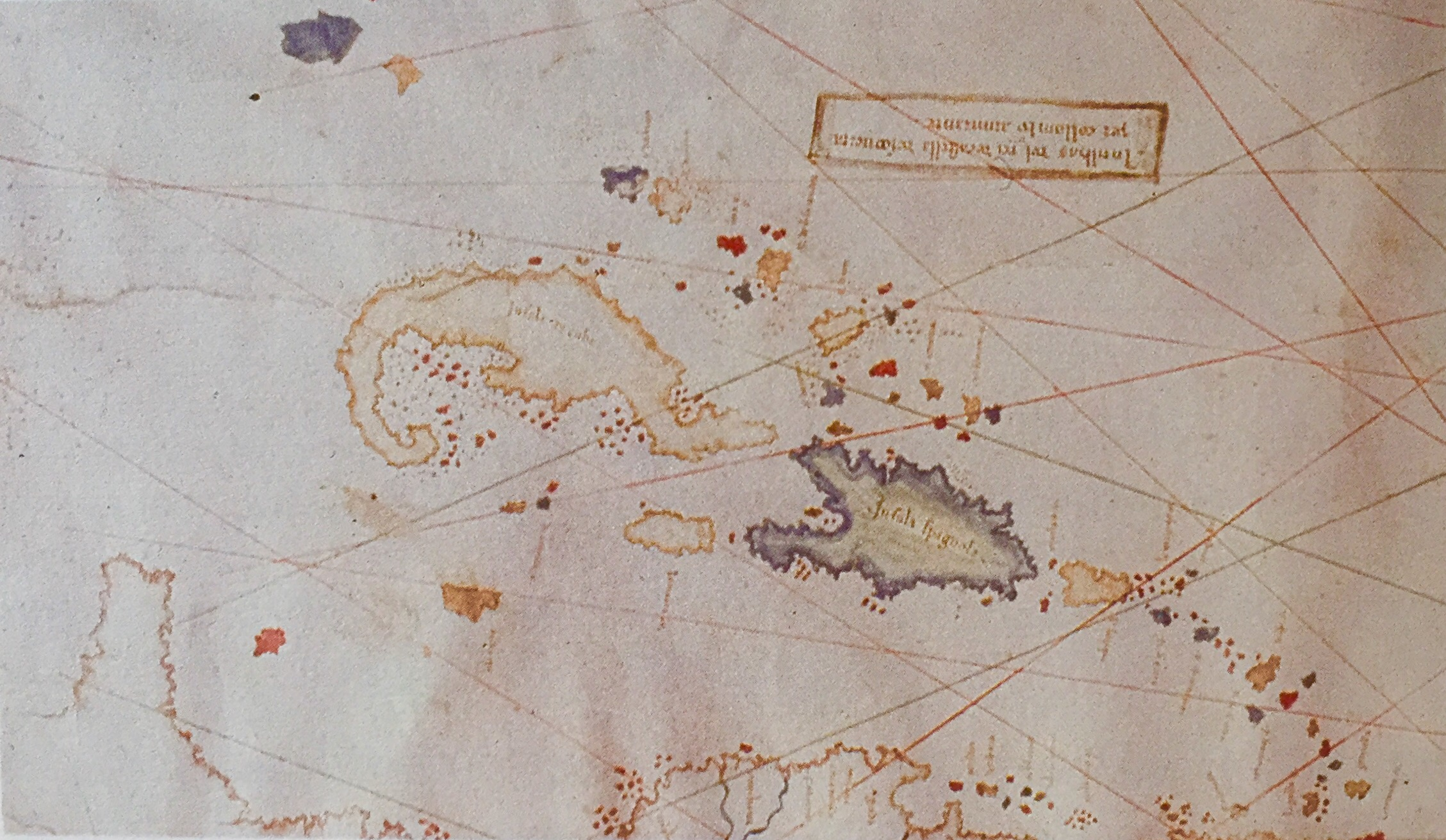
Détail de la région des Caraïbes sur le planisphère.

Le planisphère mesure 114 × 197 centimètres et est dessiné sur une bande de parchemin de 122 × 206 cm. Il n'est ni daté ni signé. Son style est similaire à celui d'un autre planisphère, dessiné par Vesconte Maggiolo de Gênes. Les légendes sont en latin, et surtout en portugais.
Les côtes de l'Amérique du Sud sont représentées sur une longueur nettement supérieure aux cartes précédentes. En particulier, on trouve le Río de la Plata à la latitude du sud de l'Afrique, et la côte se poursuit sur une dizaine de degrés supplémentaires. Si la carte a bien été dessinée vers 1505, cela étaye la thèse selon laquelle Amerigo Vespucci a exploré en premier la côte de l'Amérique du Sud jusqu'à 50 degrés sud, bien avant Juan Díaz de Solís. La mention MUNDUS NOUUS est portée à l'intérieur des terres. Ce terme a été utilisé pour la première fois en 1504, dans une lettre éponyme attribuée à Vespucci, mais qui pourrait avoir été écrite par un autre. Le planisphère de Ruysch est la seule autre carte connue de cette période à l'utiliser.
La côte ouest de l'Amérique n'est pas représentée, pas plus que la côte chinoise, ce qui ne permet pas de déterminer si l'Amérique est fusionnée avec l'Asie, comme c'est le cas sur le planisphère de Ruysch ou de Contarini. L'absence de bordure à l'est de la carte peut être délibérée, ou peut être la conséquence de la perte d'une partie de celle-ci.
Les îles des Caraïbes ressemblent à celles de la carte de Juan de la Cosa ; on retrouve en particulier le « crochet » au sud-ouest de Cuba.
L'Amérique du Nord est représentée en trois parties disjointes, qui sont vraisemblablement le Groenland, Terre-Neuve et la Nouvelle-Écosse.

## Histoire
La date de réalisation de la carte n'est pas connue avec certitude. R. A. Skelton avance 1508-1510, Frederick Pohl estime 1505-1508, Levillier est convaincu qu'elle est plus ancienne que le planisphère de Ruysch (1508), d'autres ont avancé des dates entre 1504 et 1508.
D'après Edward L. Stevenson, cette carte possède tant de similitudes avec les notes d'Amerigo Vespucci qu'on peut la considérer comme très proche du Padron qu'il avait été chargé de réaliser en 1508, aujourd'hui perdu.
Le planisphère a été présenté à la Biblioteca Olivierani par Marchese Ciro Antaldi Santinelli en 1904.

## Sources
- (en) Frederick J. Pohl, The Pesaro Map, 1505, Imago Mundi, volume 7, 1950, pages 82-83 lire en ligne (JSTOR)
- (en) Edward L. Stevenson, The Geographical Activities of the Casa de la Contratacion, Annals of the Association of American Geographers, 17:2, juin 1927, pages 39-59 lire en ligne (JSTOR)
- (en) Margaret S. Dilke et A. Brancati, The New World in the Pesaro Map, Imago Mundi, volume 31, 1979, pages 78-83 lire en ligne (JSTOR)